# Arnold Bode
Arnold Bode  (1900-1977) fue un pintor, arquitecto y diseñador alemán. Trabajó como profesor universitario en Berlín de 1928 a 1933. Cuando los nazis llegaron al poder se le prohibió el ejercicio de su profesión. Regresó a su ciudad natal de Kassel tras la guerra e inició en 1955 una exposición de arte contemporáneo, junto al historiador del arte Werner Haftmann, en la que presentaban una retrospectiva de la modernidad clásica, difamada por los nazis como arte degenerado, incluyendo también obras contemporáneas.
Esta exposición llamada documenta se caracteriza por acoger los principales movimientos de principios del siglo XX, como lo fueron el fauvismo, el expresionismo del grupo Der Blaue Reiter, el futurismo, el cubismo y la pintura metafísica. La primera exposición se realizó principalmente en el Museum Fredericianum, sin embargo fue necesario utilizar otros lugares alternos por su gran éxito (130.000 personas). Cada cinco años la exposición se repite con una duración de 100 días por lo que también se le conoce con el nombre de museo de los 100 días, contiene 570 de 148 artistas provenientes de seis países que definían el modernismo en todas sus ramificaciones europeas.
Arnold Bode estuvo a cargo de ella hasta la tercera edición, siendo sucedido a partir de la cuarta por el conservador suizo Harald Szeemann, nombrado como único "secretario general" responsable. Arnold recibió la condecoración alemana de la Orden del Mérito de la República Federal de Alemania.